# Gjegjan
Gjegjan là một xã trong quận Pukë thuộc hạt Shkodër, Albania. Dân số năm 2005 là 5820 người.